# Sapopema
Sapopema är en kommun i Brasilien.   Den ligger i delstaten Paraná, i den södra delen av landet, 900 km söder om huvudstaden Brasília. Antalet invånare är 6 736.
Omgivningarna runt Sapopema är huvudsakligen savann. Runt Sapopema är det glesbefolkat, med 13 invånare per kvadratkilometer.